# نظام الحماية الحرارية لمكوك الفضاء

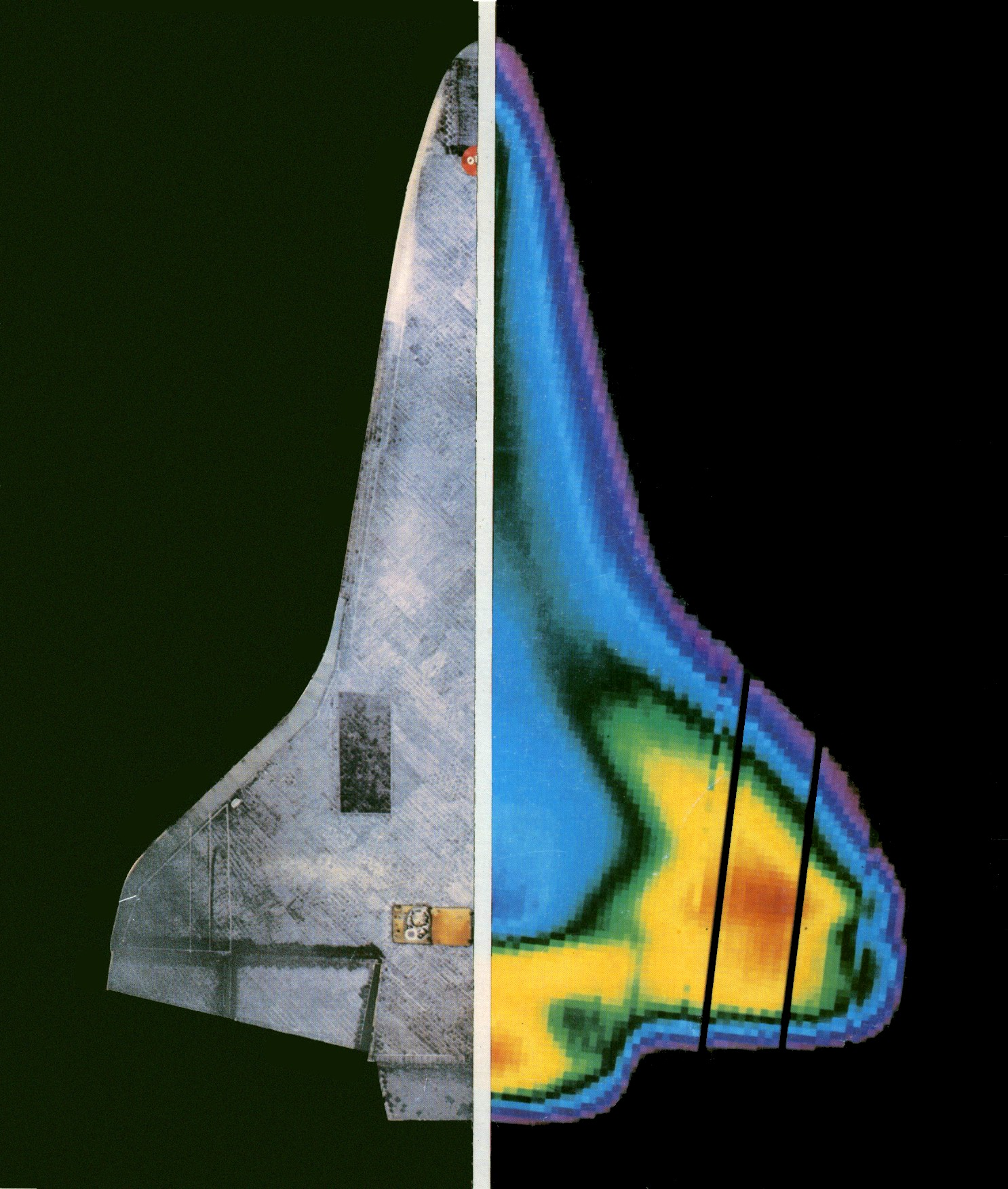

«نظام الحماية الحرارية لمكوك الفضاء» (تي بّي إس) (بالإنجليزية: Space Shuttle thermal protection system)‏ هو الدرع الذي يحمي مركبة مكوك الفضاء المدارية خلال ارتفاع درجة حرارة المكوك إلى 1650 درجة مئوية (3000 درجة فهرنهايت) أثناء دخولها في الغلاف الجوي. الهدف الثانوي للنظام هو حماية المكوك من الحرارة والبرودة في الفضاء أثناء وجوده في المدار.

## المواد المُصنع منها
غطى نظام الحماية الحرارية لمكوك الفضاء بشكل أساسي سطح المركبة المدارية بأكملها، وتكون من سبع مواد مختلفة في مواقع مختلفة بناءً على مقدار الحماية الحرارية المطلوبة. تشمل هذا المواد ما يلي:
1. «الكربون المُدعم بألياف الكربون» (آر سي سي)، المُستخدم في غطاء أنف المكوك، ومنطقة الذقن بين غطاء الأنف وأنف أبواب عدة الهبوط، ورأس أنف أبواب عدة الهبوط الخلفية، وحواف الجناح الأمامية. استُخدمت هذه المادة عند تجاوز درجة حرارة 1260 درجة مئوية (2300 درجة فهرنهايت) أثناء الدخول في الغلاف الجوي.
2. صفائح «العزل السطحي ضد الحرارة العالية القابلة لإعادة الاستخدام» (إتش آر إس آي)، التي استُخدمت على الجانب السفلي للمركبة المدارية. صُنعت هذه الصفائح من السيراميك المُغطى بالسيليكا من «نوع إل آي 900». استخدمت في حال كانت درجة حرارة أقل من 1260 درجة مئوية أثناء الدخول في الغلاف الجوي.
3. صفائح «العزل المركب بالمواد الحرارية الليفية» (إف آر سي آي)، التي استُخدمت لزيادة المتانة وقوة التحمل ومقاومة تشقق الطلاء وتقليل الوزن. استُبدلت بعض صفائح إتش آر إس آي بهذا النوع.
4. «البطانات العازلة المرنة» (إف آي بي)، وهي عبارة عن عزل مبطن ومرن يشبه البطانات. استُخدمت في حال كانت درجة حرارة أقل من 649 درجة مئوية (1200 درجة فهرنهايت) أثناء الدخول في الغلاف الجوي.
5. صفائح «العزل السطحي ضد الحرارة المنخفضة القابلة لإعادة الاستخدام» (أل آر إس آي)، استُخدمت في السابق في هيكل الطائرات العلوي، ولكنها استُبدلت بالغالب بصفائح إف آي بي. استُخدمت لمقاومة دراجات الحرارة القريبة من تلك الخاصة بصفائح إف آي بي.
6. «صفائح العزل الليفي المقوى ذات القطعة الواحدة » (تي آي إف آي)، وهي صفائح أقوى وأكثر متانة دخلت حيز الاستخدام في عام 1996. استُخدمت في المناطق المُتعرضة لدرجات الحرارة العالية والمنخفضة.
7. «العزل السطحي القابل لإعادة الاستخدام المصنوع من اللباد» (إف آر إس آي). استُخدمت بطانات «نومكس» البيضاء في أبواب حاوية الحمولة العلوية، وأجزاء من هيكل المكوك الأوسط، وجوانب هيكل المكوك الخلفي، وأجزاء من سطح الجناح العلوي، وجزء من حاويات محركات «نظام المناورة الخاصة بمركبة المكوك المدارية» (أوه إم إس) و«نظام التحكم برد الفعل» (آر سي إس). استُخدمت في حال بقيت درجات الحرارة أقل من 371 درجة مئوية (700 درجة فهرنهايت).

## الغرض من النظام
لا يمكن أن يتحمل هيكل المركبة المدارية المصنوع من الألومنيوم درجات حرارة تزيد عن 175 درجة مئوية (347 درجة فهرنهايت) دون انهياره. من شأن التسخين الديناميكي الهوائي أثناء الدخول في الغلاف الجوي أن يرفع درجة الحرارة أكثر من ذلك بكثير في بعض أجزاء الهيكل، لذلك كانت هناك حاجة إلى عزل فعال.

### التسخين أثناء الدخول في الغلاف الجوي
يختلف التسخين أثناء الدخول في الغلاف الجوي عن التسخين الجوي العادي المُرتبط بالطائرات النفاثة، وهذا وضع قيودًا خاصة على تصميم تي بّي إس وخصائصه. يمكن أيضًا أن يصبح سطح الطائرات النفاثة ساخنًا، ولكن يحدث هذا بفعل التسخين الاحتكاكي بسبب الاحتكاك في الغلاف الجوي، على غرار تسخين اليدين بفركهما معًا. كانت المركبة المدارية تدخل الغلاف الجوي كجسم غير حاد بـ «زاوية مواجهة» عالية جدًا (40 درجة)، مع مواجهة سطحها السفلي العريض لاتجاه الحركة. يُعزى أكثر من 80% من التسخين الذي الذي اختبرته المركبة المدارية أثناء الدخول في الغلاف الجوي إلى انضغاط الهواء على هيكل المركبة الأسرع من الصوت، وفقًا للعلاقة الديناميكية الحرارية الأساسية بين الضغط ودرجة الحرارة. نشأت موجة صدمة ساخنة أمام المركبة، والتي حرفت معظم الحرارة ومنعت سطح المركبة من التعرض مباشرة للحرارة القصوى. لذلك، نتج التسخين أثناء الدخول في الغلاف الجوي عن الحمل الحراري بدرجة كبيرة بين موجة الصدمة وسطح المركبة بواسطة البلازما شديدة الحرارة. كان الحل لذلك صناعة مادة منخفضة الكثافة للغاية وقابلة لإعادة الاستخدام ضد هذا النوع من التسخين، على غرار «القوارير الكظيمة» التي تمنع انتقال الحرارة عن طريق الحمل الحراري.
يمكن لبعض السبائك الفلزية المقاومة للحرارة العالية أن تصمد أمام حرارة الدخول في الغلاف الجوي؛ فهي تسخن ببساطة وتعيد إشعاع الحرارة الممتصة. صُممت هذه التقنية، التي تُسمى بـ «الحماية الحرارية باستخدام المشتت الحراري»، لاستخدامها في مركبة «بوينغ إكس 20 داينا سور» الفضائية المجنحة. مع ذلك، كانت كمية الفلزات المقاومة للحرارة العالية المطلوبة لحماية مركبة كبيرة، مثل مركبة مكوك الفضاء المدارية، ثقيلة للغاية وكانت ستؤثر بشدة على أداء المركبة. وبالمثل، فإن «الدروع الحرارية المُتذرية» كانت ثقيلة، وربما كانت ستعيق الديناميكا الهوائية للمركبة أثناء احتراقها خلال الدخول في الغلاف الجوي، وستطلب صيانة كبيرة لإعادة استخدامها بعد كل مهمة. (لسوء الحظ، كانت هناك حاجة أيضًا لفصح صفائح تي بّي إس عن كثب وإصلاحها بعد كل هبوط بسبب الأضرار التي تعرضت لها دائما أثناء الصعود إلى الفضاء، بالرغم من الخطط الأصلية لتجنب تلقيها ضربات من الحطام أثناء الإطلاق، وذلك حتى قبل وضع سياسات جديدة للفحص المركبة في المدار بعد حادثة «مكوك الفضاء كولومبيا».)

## وصف مُفصل
كان تي بّي إس نظامًا مكونًا من أنواع حماية مختلفة، وليس فقط صفائح السيليكا. هناك فئتان أساسيتان: تي بّي إس المكون من الصفائح وتي بّي إس الخالي من الصفائح. اسخدمت معايير الاختيار الرئيسية الحماية الأخف وزنا القادرة على مقاومة الحرارة في منطقة معينة من المركبة. مع ذلك، في بعض الحالات، استُخدم نوع أثقل إذا كانت هناك حاجة إلى مقاومة إضافية للتصادمات. استُخدمت بطانات إف آي بي بشكل أساسي لتقليل أعمال الصيانة، وليس لأسباب حرارية أو متعلقة بالوزن.
غُطي جزء كبير من المكوك بصفائح من السيليكا من نوع إل آي 900، المصنوعة بشكل أساسي من رمل الكوارتز النقي للغاية. منع العزل انتقال الحرارة إلى السطح والهيكل المصنوع من الألمينيوم. كانت هذه الصفائح موصلات رديئة جدًا للحرارة لدرجة سمحت للمرء بلمس إحدى حوافها عندما تكون حارة. رُكبت 24,300 صفيحة مختلفة بشكل فردي على المركبة، لذلك كان يُطلق على المركبة المدارية اسم «مصنع الطوب الطائر». يقوم الباحثون في جامعة مينيسوتا وجامعة ولاية بنسلفانيا بإجراء عمليات محاكاة ذرية للحصول على وصف دقيق للتفاعلات بين الأكسجين الذري والجزيئي مع أسطح السيليكا لتطوير أنظمة حماية مقاومة للحرارة والأكسدة بدرجة أفضل لتركيبها على الحواف الأمامية للمركبات الأسرع من الصوت.
لم تُثبت الصفائح ميكانيكيًا على المركبة، بل جرى لصقها. نظرًا لعدم التواء الصفائح الهشة لتلائم سطح المركبة الأساسي، فقد لُصقت على ألواح «بطانات نومكس العازلة المقاومة للإجهاد» (إس آي بّي) باستخدام مادة لاصقة من السيليكون «المفلكن عند درجة حرارة الغرفة» (آر تي في)، التي لُصقت على سطح المركبة. عزلت هذه الألواح الصفائح عن الانحرافات والتوسعات الهيكلية للمركبة.